# Ahmad Sami Minkara
Ahmad Sami Menkara, né à Tripoli en 1937 ou 1938 et mort le 24 juillet 2023, est un « Brigadier général » et homme politique libanais.
Très proche de l’ancien Premier ministre Omar Karamé, originaire comme lui de Tripoli, il était le maire de la ville de Tripoli (Liban) de 1991 à 1998 ainsi que vice-président de la Croix Rouge libanaise de 1991 à 2006. Il est conseiller pour la région du Moyen-Orient au CGLU (Cités et gouvernement locaux unis).
Il est professeur de droit et d'administration publique à l'Université libanaise et président de l'Université Al-Manar à Tripoli.
Il occupa le poste de ministre du Tourisme dans le gouvernement de Rachid Solh en 1992 et de ministre de l’Éducation et de l’Enseignement supérieur dans le gouvernement d'Omar Karamé entre 2004 et 2005.
Ahmad Sami Minkara est mort le 24 juillet 2023 à l'âge de 84, 85 ou 86 ans.